# Josef Pieper
Josef Pieper (ur. 4 maja 1904  – zm. 6 listopada 1997) – niemiecki katolicki filozof, jeden z czołowych autorów fali odrodzenia filozofii neotomistycznej w XX wieku.

## Życie i kariera naukowa
Pieper studiował filozofię, prawo oraz socjologię na uniwersytecie w Berlinie i w Münster. Po okresie pracy jako socjolog oraz autor, został profesorem zwyczajnym antropologii filozoficznej na uniwersytecie w Münster. Nauczał w latach 1950-1976. Jako professor emeritus wykłady kontynuował do 1996 roku.

## Dzieła
Do jego najbardziej znanych prac należą: Cztery cnoty kardynalne, Wypoczynek jako fundament kultury, Akt w filozofii, Wprowadzenie do Tomasza z Akwinu. Tłumaczył także na niemiecki C.S. Lewisa, Problem cierpienia.

### Niemieckie wydania oryginalne
- Vom Sinn der Tapferkeit. Hegner, Leipzig 1934
- Über die Hoffnung. Hegner, Leipzig 1935
- Über das christliche Menschenbild. Hegner, Leipzig 1936
- Traktat über die Klugheit. Hegner, Leipzig 1937
- Zucht und Maß. Über die vierte Kardinaltugend. Hegner, Leipzig 1939
- Wahrheit der Dinge. Eine Untersuchung zur Anthropologie des Hochmittelalters. Kösel, München 1947.
- Muße und Kult. Kösel-Verlag, München 1948
- Was heißt philosophieren? Vier Vorlesungen. Kösel, München 1948
- Über das Ende der Zeit. Eine geschichtsphilosophische Meditation. Kösel, München 1950
- Über die Gerechtigkeit. Kösel, München 1953
- Thomas-Brevier. Lateinisch-Deutsch. Zusammengestellt, verdeutscht und eingeleitet von J. P. Kösel, München 1956
- Hinführung zu Thomas von Aquin. Zwölf Vorlesungen. Kösel, München 1958
- „Scholastik“. Gestalten und Probleme der mittelalterlichen Philosophie. Kösel, München 1960
- Über den Glauben. Ein philosophischer Traktat. Kösel, München 1962
- Zustimmung zur Welt. Eine Theorie des Festes. Kösel, München 1963
- Verteidigungsrede für die Philosophie. Kösel, München 1966
- Tod und Unsterblichkeit. Kösel, München 1968
- Über die Liebe. Kösel, München 1972
- Noch wußte es niemand. Autobiographische Aufzeichnungen 1904–1945. Kösel, München 1976
- Über den Begriff der Sünde. Kösel, München 1977
- Noch nicht aller Tage Abend. Autobiographische Aufzeichnungen 1945–1964. Kösel, München 1979
- Buchstabier-Übungen. Aufsätze – Reden – Notizen. Kösel, München 1980
- Thomas von Aquin. Leben und Werk. Deutscher Taschenbuch Verlag, München 1981
- Eine Geschichte wie ein Strahl. Autobiographische Aufzeichnungen seit 1964. Kösel, München 1988
- Philosophie – Kontemplation – Weisheit. Johannes, Freiburg im Breisgau 1991

### Wydania polskie
- Tomasz z Akwinu, tłum. Zofia Włodkowa, Znak, Kraków 1966, s. 150.
- O sprawiedliwości, tłum. Antoni Czułowski, Odnowa, Londyn 1967, s. 101.
- Śmierć i nieśmiertelność. Paryż: Editions du Dialogue, 1970, s. 131.
- Nadzieja a historia. Pięć wykładów salzburskich, tłum. Piotr Waszczenko, Pax, Warszawa 1981, s. 71.
- O miłości, nadziei i wierze. Irena Gano i Krzysztof Michalski (przekład). Poznań: "W Drodze", 2000. Brak numerów stron w książce
- Scholastyka : postacie i zagadnienia filozofii średniowiecznej. Tadeusz Brzostowski (przekład). Warszawa: "Pax", 2000. Brak numerów stron w książce
- W obronie filozofii. Piotr Waszczenko (przekład). Warszawa: "Pax", 1985. Brak numerów stron w książce
- O trudnościach wiary dzisiaj. Rozprawy i mowy, tłum. Tadeusz Kononowicz, Piotr Waszczenko, Pax, Warszawa 1994, s. 241
- Odpoczynek i kult, tłum. Wiesław Szymona, W drodze, Poznań 2023, ss. 113.
- Szczęście i kontemplacja, tłum. Wiesław Szymona, W drodze, Poznań 2024, s. 128.

### Artykuły przełożone na język polski
- Prawda i niepoznawalność. Element negatywny w filozofii św. Tomasza z Akwinu, w: "Znak", 89/1961.